# Pit Fighter (film)
Pour plus de détails, voir Fiche technique et Distribution.
Pit Fighter est un film d'action de 2005 réalisé par Jesse V. Johnson et mettant en vedette Dominique Vandenberg, Steven Bauer et Stephen Graham et Scott Adkins.

## Synopsis
Jack (Vandenberg) Severino est un homme calme mais intense qui n'a aucun souvenir de son passé. Il passe son temps dans des combats sans merci dans un petit village d'Amérique du Sud. Le seul ami qu'il a est son manager Manolo, un Indien qui tente d'échapper à la pauvreté. Le passé violent de Jack le rattrape lorsqu'il voit une femme (Stana Katic) qu'il n'a pas vue depuis des années et qui lui ramène ses souvenirs.

## Distribution
- Dominique Vandenberg (VF : Jérôme Rebbot) : Jack Severino
- Steven Bauer (VF : Lionel Tua) : Manolo
- Fernando Carrillo (VF : Arnaud Arbessier) : Veneno
- Stephen Graham (VF : Stéphane Ronchewski) : Harry
- Stana Katic (VF : Isabelle Théobald) : Marianne
- Scott Adkins (VF : Guillaume Orsat) : Nathan
- Timothy V. Murphy (en) (VF : Marc Bretonnière) : le père Michael
- Ric Sarabia (VF : Jean-Marie Boyer) : Dr Vincent
- Carlos Buti (VF : Patrick Laplace) : Carlos

## Succès
Le film n'a pas été bien reçu par les critiques et a reçu une note fraîche de 0% (sur 3 avis) sur Rotten Tomatoes. David Nusair de Reel Film a déclaré: "Il y a eu beaucoup de mauvais films d'action directement en vidéo sur années, mais c'est sûrement le pire". Le critique de DVD Talk, Scott Weinberg, a déclaré dans sa critique: "Tout simplement parce que quelque chose est (très) bon marché, incroyablement générique et plus qu'un peu stupide - cela ne signifie pas que c'est ennuyeux. Et si vous êtes le genre de cinéphile qui prendrait un DVD appelé Pit Fighter sur l'étagère et le retournerait pour lire le synopsis de l'intrigue - alors Pit Fighter est probablement quelque chose que vous apprécieriez.".